# لوکاشین، ایروان
لوکاشین  (به ارمنی: Լուկաշին) یک منطقه مسکونی در ارمنستان است که در ایروان واقع شده‌است.